# Protaetia sircari
Protaetia sircari är en skalbaggsart som beskrevs av Alexis och Delpont 1998. Protaetia sircari ingår i släktet Protaetia och familjen Cetoniidae. Inga underarter finns listade i Catalogue of Life.